# 청년호텔
청년호텔(靑年호텔, 영어: Chongnyon Hotel)은 조선민주주의인민공화국 평양시 만경대구역에 있는 호텔이다. 이 호텔은 1989년 5월 1일에 개업했다. 이 호텔 외에도 량강호텔과 서산호텔이 있으며, 제13차 세계청년학생축전을 맞이하여 건설되었다. 청춘거리와 광복거리의 교차점에 위치하고 있다. 근처에 축전1관과 축전2관 등의 대형식당들이 있으며 길 건너서 중화인민공화국과 북한이 함께 운영하는 향만루식당이 있다.
이 호텔은 30층이다. 900개의 객실과 노래방 및 야외 수영장이 있다. 청년호텔의 간판은 김정일 국방위원장이 쓴 것으로 알려져 있다.

## 내부 시설
청년호텔의 내부 시설이다.
| 층수       | 용도    |
| ---------- | ------- |
| 1층 ~ 30층 | 객실 등 |

## 같이 보기
- 조선민주주의인민공화국의 호텔 목록
- 조선민주주의인민공화국의 마천루 목록
- 조선민주주의인민공화국의 관광
- 평양시의 마천루 목록